# Herepei Károly (lelkész)
Herepei Károly (Vízakna, 1802. február 24. – Vízakna, 1871. október 26.) református lelkész, főiskolai tanár, az MTA levelező tagja (1838).

## Élete
Herepei János lelkésznek és Méhes Zsuzsánnának fia, apai nagybátyja Herepei Ádám, testvére Herepei Gergely. Tízéves korában árván maradt és anyai nagybátyja, Méhes Sámuel kolozsvári tanár, vette gondjaiba. 1822-ben végezte középiskoláit a kolozsvári kollégiumban. Az akkori szokás szerint teológiára készülvén, akadémiára menése előtt 1823-ban bejárta a nagyenyedi, marosvásárhelyi és kolozsvári főiskolákat és mindenhonnan kitűnő bizonyítványokkal tért vissza.
A göttingeni egyetemre szándékozván, útlevél végett Bécsbe ment, de az akkori politikai zajongások miatt a német egyetemek látogatását betiltották és kénytelen volt egy egész évet Bécsben tölteni. Ezen idő alatt az ottani protestáns hittani intézetet is látogatta, a politechnikumban vegytant tanult Benjamin Scholz és Paul Traugott Meissner tanároktól, ill. Johann Philipp Neumanntól természettant. Az ő ajánlásuknak köszönhetően engedélyt kapott a külföldre való utazásra, melyet azonnal Németország beutazására és a nevezetesebb egyetemek felkeresésére fordított.
Félév múlva hazatérvén, 1825-ben kolozsvári papnak választották és még ugyanazon évben a szászrégeni egyházi zsinaton felszentelték. 1829-ben megházasodott, Krizbay D. Elek, lányát Katát vette feleségül. Kolozsvári papsága fényszaka volt életének, mert valahányszor szónokolt, az egyház nem csak hitsorsosaival, hanem különbség nélkül minden felekezetűekkel telve volt. Nem volt egy nevezetesebb ünnepély vagy temetés, melyen Herepei ne tartott volna szónoklatot, sőt még az erdélyi vallásos türelem és szeretet szép bizonyságául a lutheránusok és unitáriusok egyházában is (mi addig majdnem hallatlan volt) temetési ünnepélyek alkalmával szerepelhetett.
1834. augusztus 24-én az egyházi főtanács a kolozsvári főiskolához a bölcselet, földrajz és német nyelv rendes tanárává nevezte ki. Részt vett a gyerekiskola alapításában, a nőegyletnél titkári hivatalt viselt. 1835. augusztus 23-án az egyházi főtanács a Tompa halálával megürült hittan, egyháztörténet és papi tiszti tudományok tanszékére Nagyenyedre küldte, majd az iskolaigazgatói (rektori) kötelességekkel is felruházták. Szabad idejében az őrizetére bízott oklevelekből elkezdte írni a Bethlen-főiskola történetét, egyéb körülmények azonban meggátolták a munka befejezésében.
1838. szeptember 7-én a Magyar Tudományos Akadémia levelező tagjai sorába választotta. 1841-ben szülőhelyére Vízaknára hívták papnak. Az erdélyi református egyházkerület prosenior címmel tisztelte meg. A magyar szabadságharc lezajlása után egy a márciusi alkotmány kihirdetésekor tartott beszédéért pár napi vizsgálati fogságba került, majd szabadon bocsátották. 1871 nyarán nyugalmaztatta magát, de már az év októberében meghalt. Nagyenyeden nyugszik. A Magyar Tudományos Akadémiában 1871. november 27-én Szász Károly tartott fölötte gyászbeszédet.
Kolozsvári papsága és tanársága idején (1825-1835) az Erdélyi Hiradó és a Nemzeti Társalkodó szerkesztésében is segédkezett. Egy költeménye és több cikke a kolozsvári Hetilapban (1853) jelent meg. (A vas története, haszna, természet és vegytani jelei; A termő föld)

## Művei
- 1826 A tiszta vallásosság egy keresztyéni elmélkedésben, melyet, ... Gróf Rhédei Claudia Kis asszony Szent Lélek Kitöltésének öröm Innepén, a keresztyén Vallásban bé-iktattatott. Kolozsvár.
- Az asszonyi virtusok főbb vonásai, melyeket... Katsándi Susánna ... gróf maros-németi Gyulai Ferencz ... kegyes özvegyének életéből levett s halálakor a köztisztelet tárgyául kitett. Kolozsvár, 1826. (Két halotti beszéd. Kis Sámuel beszédével együtt.)
- A szeretet végtisztelete két jó feleségnek és derék anyának koporsójok felett három elmélkedésekben, Kolozsvár. 1828. (Deáki Filep Theresia, Méhes Sámuel hitvese... felett 1826. márcz. 14. és Benkner Karolina Méhes Sámuelné végtiszteletére 1828. márcz. 23 )
- Milyen templomot építsünk mi? A kolozsvári ev. ref. újonnan épülendő külső templomfok szeglet-kövének letételekor a régi külső templomban okt. 3. 1829. tartott beszédje. Kolozsvár, 1829. (A kolosvári ev ref... templomának fundamentom köve letétele alkalmatosságával... tartatott innepe cz. a bevezető történeti rész után.)
- Az idő minden dolgok szülő annya. Halotti beszéd, egy a szülés fájdalmai közt gyermekével együtt enyészetre tért édes anyának .. koporsója felett 1831. szept. 18. Kolosvárt. Kolozsvár, 1831. (Az idvezült 1. b. Losonczi Bánffi Erzsébet. gr. Lázár László úr... szeretett hitvese emléke cz. Többek beszédével együtt.)
- A papi hivatal fontossága. Rövid halotti beszéd, melyet n. b. e. gyalui ev. ref. pap Zilahi Farnos György ur koporsója felett a halottas háznál elmondott ... 1832. szept. 15. Kolozsvár.
- Ne panaszkodj, hogy Isten neked nagyobb értelmet nem adott. Halotti tanítás Vetési Margitai Jonathan ur b. e. hitvese emlékezetére. Nagy-Enyed. 1833.
- Az igaz philosophus lerajzolva egy halotti beszédben, melyet Lengyel Istvánnak, kolozsvári ev. ref. collegiumban a bölcselkedésre tartozó tudományok tanítójának koporsója felett a ref. nagy templomban tartatott... Kolozsvár, 1833.
- Malomvízi gr. Kendefi Ádám képe, irta és a halottas háznál elmondotta febr. 7. 1834. Kolozsvár.
- Az üldözések és szakadások nem hogy ártottak volna, de sőt inkább sokat használtak a keresztyén vallásnak. Egyházi beszéd. Kolozsvár. 1833. (Erdélyi Prédikátori Tár I.)
- Oskola alapitásra buzditó beszéd. Kolozsvár. 1834. (Erdélyi Préd. Tár II.)
- A halhatatlanság megmutatva egy halotti beszédben, melyet kolozsvári gyógyszeres, osztoztató biró s a lutherana eklezsia curatora Slaby Dániel koporsója felett... 1835. jan. 23. tartott. Kolozsvár (és Egyházi beszédek gyűjteménye. Kolozsvár, 1837.)
- A fejedelem olyan mint a nap. Halotti beszéd I. Ferencz .. végtiszteletére. Kolozsvár, 1835. (A jó király Istennek képviselője népei életében cz., Csiszár Sámuel beszédével együtt.)
- Az asszonyokról egy halotti beszéd, melyet Incze Sára .. végtiszteleti ünnepén tartott ... Kolozsvár, 1836. (Incze Sára özv. prof. Méhes Györgyné emléke két halotti beszédekben cz. és Egyházi beszédek gyűjteménye. Kolozsvár, 1837.)
- Kinek, miért és mikor kivánatos halál. Egy halotti beszéd, melyet ábrahámfalvi Ugron Julianna néhai boldog emlékezetű Zabolai Mikes Zsigmond özvegye vég tiszteletére a maros-ujvári kastélyban 1836. okt. 26 tartott. Nagy-Enyed, 1836.
- A jó tisztviselő. Emlékbeszéd néhai n.-váradi Búcsi Mihály ns. Fogarasi vidék alkapitánya felett. Nagy-Szeben. 1842.
- A halál csak álom, emlékbeszéd szentpáli id. Szentpáli Zsigmond felett. Nagy-Enyed, 1846.
- Templom, pap és nép. A kolozsvári ev. ref. külvárosi templom felszentelése és köz szent zsinat alkalmával 1851. okt. 12. tartott beszéde. Nagy-Enyed, 1852.
- Uj évre Ésau lencséje. Nagy-Enyed. 1857. (Szász Károly és Demeter Sámuel által szerk. Erdélyi Prot. Egyházi Tár I. k.)
- 1865 Geologiai s paläontologiai megismertetése Erdély azon részének, mely a keleti hosszaság 41-41 2/3 s az északi szélesség 46-46 3/4 fokai között feküszik. A Magyar orvosok és természettudósok Munkálatai X.